# Eurytos (syn Melaneusa)
Eurytos (gr. Εὔρυτος Eurytos, łac. Eurytus) – w mitologii greckiej król Ojchalii. Jeden z najznakomitszych łuczników swego czasu, któremu łuk podarował Apollo, a który uczył prawdopodobnie tej sztuki Heraklesa. Syn Melaneusa, ojciec Jole, Ifitosa, Dejona, Klytiosa i Tokseusa.
Eurytos zorganizował zawody łucznicze, których główną nagrodą była ręka jego córki Jole. W zawodach wziął udział Herakles, który łatwo pokonał Eurytosa i jego czterech synów. Obrażony król oskarżył Heraklesa o czary i wygnał ze swojego pałacu. Gdy jakiś czas później ze stad królewskich skradziono dwanaście klaczy i tyleż samo mułów, Eurytos oskarżył o ten czyn niewinnego Heraklesa. Rozgniewany Herakles zabił w Tirynsie syna Eurytosa, Ifitosa, który jako jedyny nie był przekonany o winie Heraklesa.
Eurytos zginął z ręki Heraklesa, kiedy ten z zemsty najechał Ojchalię.